# يوجين إس. ماثيوز
يوجين إس. ماثيوز (بالإنجليزية: Eugene S. Matthews)‏ هو سياسي أمريكي، ولد في 9 يوليو 1872، وتوفي في 13 يوليو 1954. انتخب عضو مجلس نواب فلوريدا.